# Herb Krzyża Wielkopolskiego
Herb Krzyża Wielkopolskiego – jeden z symboli miasta Krzyż Wielkopolski i gminy Krzyż Wielkopolski w postaci herbu.

## Wygląd i symbolika
Herb przedstawia na zielonym polu tarczy herbowej wizerunek strzały zwróconej ku górze z dwoma poprzecznymi ramionami, z których ramię dolne jest o połowę krótsze od górnego.

## Historia
Herb został nadany miastu w 1936 r. wraz z przyznaniem praw miejskich. Jako wizerunek herbowy przyjęto prawą część herbu rodowego Sapiehów.